# Voisin VIII
Voisin VIII byl dvoumístný dvouplošný bombardér užívaný Francií v době první světové války.

## Vznik a vývoj
Voisin VIII (tovární označení LA.P) vznikl dalším vývojem typické koncepce firmy Voisin, typu Voisin VII, od nějž se odlišoval zvětšenými rozměry, zesílením vzpěr podvozku a zvětšením jeho rozchodu, a výkonnější pohonnou jednotkou; na základě požadavku Francouzského armádního letectva na výkonnější bombardér než byl typ V, vzneseného v roce 1916. Celoocelová konstrukce opatřená potahem tvořeným hliníkovým plechem na trupové gondole a na křídlech plátnem si zachovala tlačné uspořádání, ačkoliv namísto původně plánovaného motoru Hispano-Suiza o výkonu 300 hp, určeného, vzhledem k jejich nedostatku, především pro stíhačky, se konstruktéři museli uchýlit k použití těžšího Peugeot 8Aa o výkonu pouze 162 kW.

## Operační nasazení
Produkce typu byla zahájena v srpnu 1916, a od listopadu 1916 jimi byly vyzbrojovány frontové letky, počínaje escadrille VB.114 a VC.110. Typ, který začátkem roku 1917 začal dominovat ve výzbroji většiny bombardovacích jednotek Francouzského armádního letectva, byl používán téměř výhradně k nočním operacím, vzhledem k tomu, že jeho výkony nebyly dostatečnou ochranou proti většině německých stíhacích letounů. Spolu s nízkou spolehlivostí motoru Peugeot 8A a jeho náročností na údržbu to vedlo k brzkému vystřídání typu ve výrobě i u jednotek typem Voisin X, vybaveným motorem Renault 12F. V srpnu roku 1918 sloužilo u Aviation Militaire ještě 51 Voisinů VIII, ještě během tohoto měsíce však byly vyměněny za stroje Farman.
Okolo dvaceti kusů typu, dislokovaných na základně Dunkerque, bylo užíváno leteckými silami Francouzského námořnictva. Nejméně jeden letoun byl upraven na plovákový.
Royal Naval Air Service zakoupila dva kanónem vyzbrojené exempláře Voisinu 8 Ca.2, které testovala v roli protiponorkových hlídkových strojů.
Celkem 9 kusů typu získala Letecká sekce Spojovacího sboru Spojených států, která z nich počátkem roku 1918 zformovala jednu peruť, která ale sloužila pouze k výcviku osádek nočních bombardérů a operačně nasazena nebyla. Stroje byly upraveny instalací motorů Liberty o výkonu 284 kW.

## Varianty
Voisin 8 Bn.2
Dvoumístný noční bombardér.
Voisin 8 Ca.2
Část produkce vyzbrojená kanónem Puteaux ráže 37 mm v předním střelišti, nesoucí tovární modelové označení LB.P.
Voisin 9 A.2
Stroj odlehčené konstrukce, nesoucí tovární označení LC, určený pro průzkum a vybavený motorem Renault 8G o výkonu 160 hp. Vyroben pouze jeden prototyp.

## Uživatelé
- Francie
  - Aéronautique militaire
  - Aéronautique navale
- Spojené království
  - Royal Naval Air Service
- Spojené státy americké

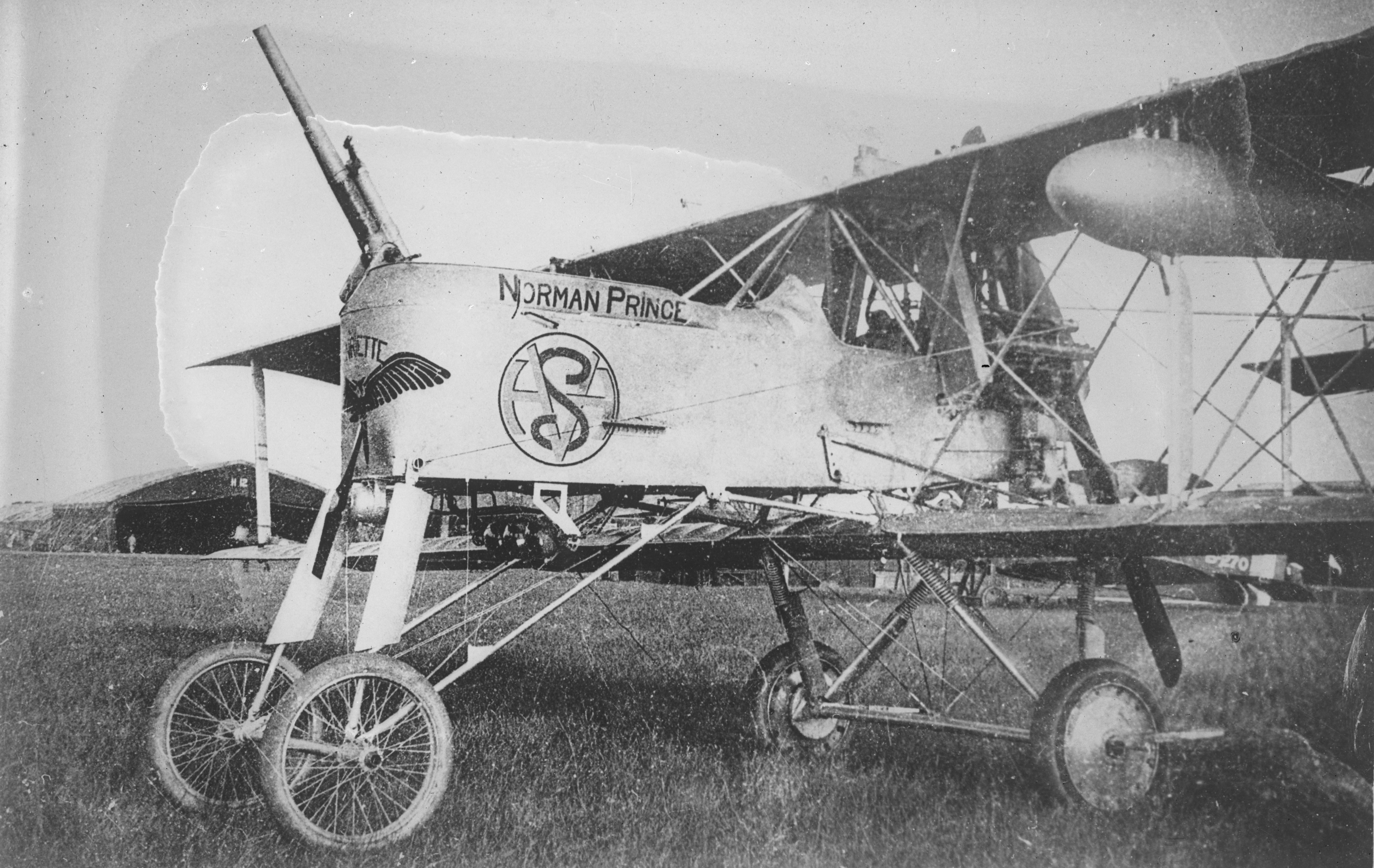
Voisin VIII ("Norman Prince"), 1917

  - USAS/American Expeditionary Forces

## Specifikace
Údaje podle publikace French Aircraft of the First World War:s.561

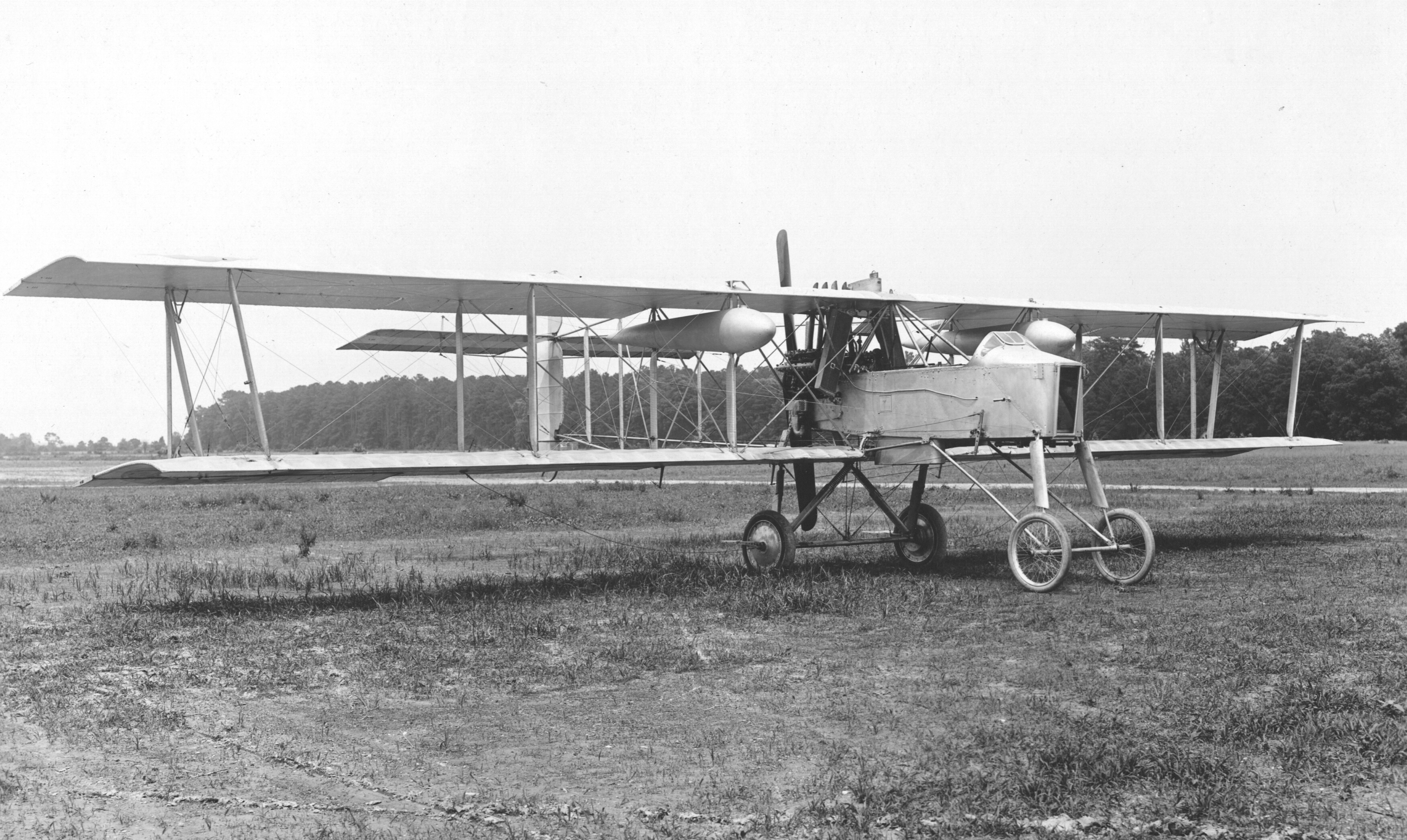
Voisin VIII

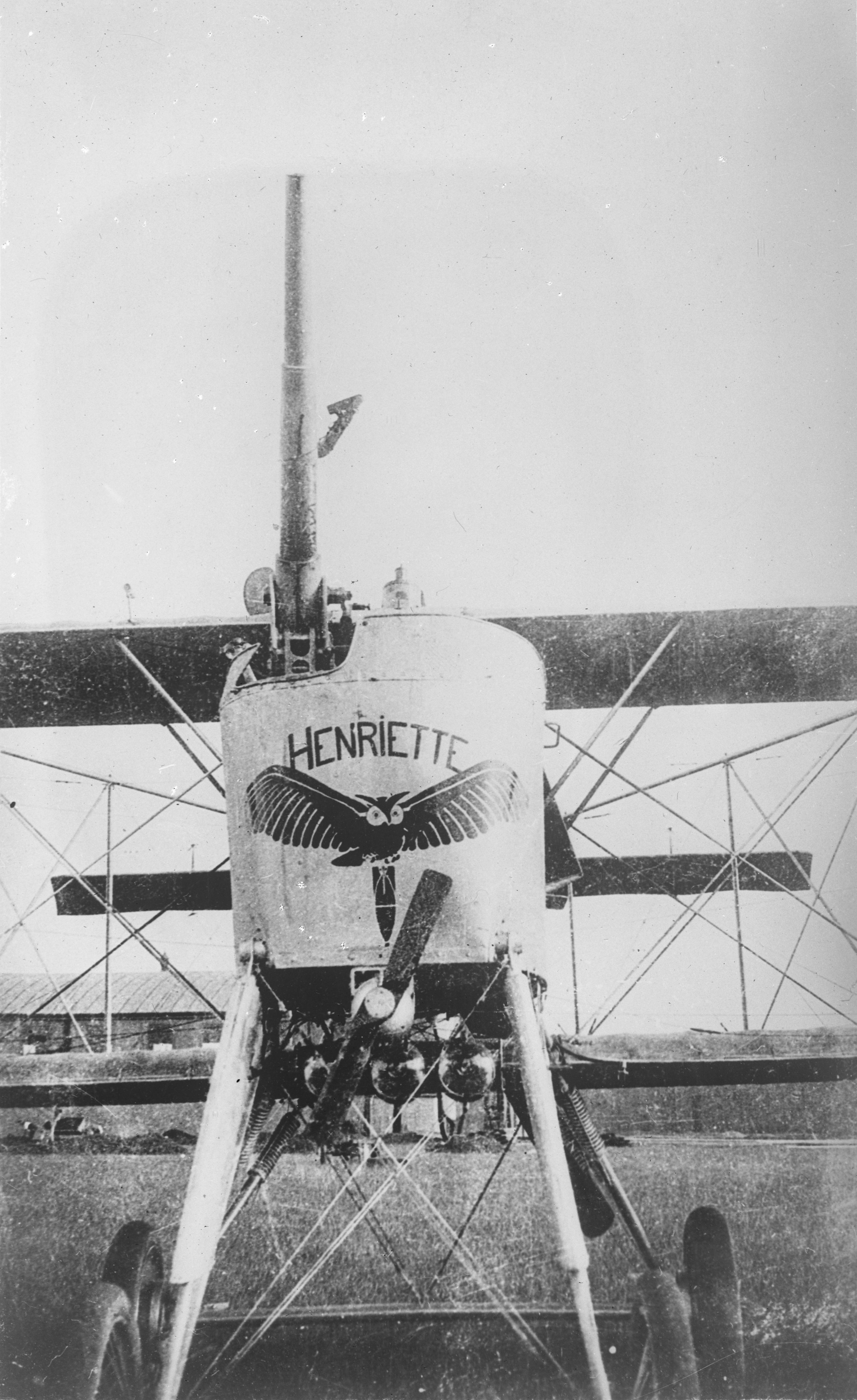
Voisin VIII ("Henriette")

### Technické údaje
- Posádka: 2 (pilot a  pozorovatel/střelec)
- Délka: 10,35 m
- Rozpětí: 18,00 m
- Výška: 3,95 m
- Nosná plocha: 61,14 m²
- Prázdná hmotnost: 1 310 kg
- Vzletová hmotnost: 1 860 kg
- Pohonná jednotka: 1 × vodou chlazený vidlicový osmiválec Peugeot 8Aa
- Výkon pohonné jednotky: 220 koní (162 kW)
- Vrtule: dvoulistá dřevěná tlačná vrtule Voisin 1 nebo Voisin 3 o průměru 3,5 m

### Výkony
- Maximální rychlost: 118 km/h ve výšce 2 000 m
- Dolet/výdrž: 350 km/4 hodiny
- Dostup: 4300 m
- Výstup do 2000 m: 17 min
- Výstup do 4000 m: 66 min

### Výzbroj
- LA.P 1 či 2 × pohyblivý kulomet Hotchkiss ráže 8 mm, nebo Lewis ráže 7,7 mm, 180 kg bomb
- LB.P 37 nebo 47mm kanón Hotchkiss/Puteaux